# 7542 Johnpond
A 7542 Johnpond (ideiglenes jelöléssel 1953 GN) a Naprendszer kisbolygóövében található aszteroida. Karl Wilhelm Reinmuth fedezte fel 1953. április 7-én.